# Ilona Brand
Ilona Brand (* 17. April 1958 in Friedrichroda, heute durch Heirat Ilona Oeckel) ist eine ehemalige deutsche Rennrodlerin.
Ilona Brand, deren sportliche Karriere auf der Spießbergbahn ihres Geburtsortes begann, startete in ihrer aktiven Zeit für den ASK Vorwärts Oberhof. Vor allem in den Jahren 1979 und 1980 konnte Brand sowohl national in der DDR als auch international Erfolge erringen. Beim Rennrodel-Weltcup 1978/79 auf der Kombinierten Kunsteisbahn am Königssee belegte sie den dritten Platz. Hinter Melitta Sollmann gewann sie 1979 sowohl die Silbermedaille bei den DDR-Meisterschaften als auch bei den Rennrodel-Europameisterschaften 1979 in Oberhof. Ähnlich erfolgreich verlief das Jahr 1980, wo Brand zunächst erneut hinter Sollmann DDR-Vizemeisterin wurde und hinter dieser und der Italienerin Marie-Luise Rainer Bronze bei den Rennrodel-Europameisterschaften 1980 gewann. Höhepunkt ihrer Karriere wurde die Teilnahme an den Olympischen Winterspielen 1980 in Lake Placid, wo sie die ersten beiden Läufe als jeweils Viertplatzierte in unmittelbarer Nähe zu den Medaillenrängen bestritt. Nachdem sie in den Durchgängen drei und vier jeweils die viertbeste Zeit erreicht hatte, kam sie in der Gesamtwertung auf den fünften Platz.